# Joseph Deharbe
Joseph Gervais Deharbe SJ (* 1. April 1800 in Straßburg; † 8. November 1871 in Maria Laach) war ein römisch-katholischer Priester, Katechetiker und Pastoraltheologe.

## Biografie
Deharbe, der 1817 in den Jesuitenorden eingetreten war, empfing 1828 die Priesterweihe. Eine Rhetorikprofessur in Brug und Fribourg schloss sich an. Er wirkte als Regens des Priesterseminars in Luzern, wo er 1845 bis 1847 eine Professur für Pastoraltheologie innehatte. Seine Schwerhörigkeit hatte zur Folge, dass er sich ganz auf das Verfassen und Überarbeiten seines Katechismus konzentrierte.

## Werk
Deharbe ist bekannt für einen apologetisch ausgerichteten Katechismus, den er unter dem Titel Katholischer Katechismus oder Lehrbegriff, nebst einem kurzen Abriss der Religionsgeschichte von Anbeginn der Welt bis auf unsere Zeit 1847 zunächst anonym veröffentlichte. Das Werk erlebte mehrere Auflagen und Übersetzungen in mindestens 15 Sprachen. In bearbeiteter Form wurde Deharbes Katechismus 1925 zum römisch-katholischen Einheitskatechismus. 1955 wurde er vom Katholischen Katechismus der Bistümer Deutschlands abgelöst.